# 924

## Události
- 5. ledna – V Navarrském království v dnešním městě Albelda de Iregua ve Španělsku byl na příkaz krále Sancha Garcése I. a Tody Aznárez, navarrských panovníků, založen klášter San Martín de Albelda na oslavu znovu dobytí měst Nájera a Viguera předchozího roku.[1]

## Úmrtí
- 07. dubna – Berengar I., furlanský markrabě a italský král (* kolem 850)
- 17. července – Eduard I. Starší, anglický král (* cca 870)

## Hlavy států
- České knížectví – Václav I., regentství (?) Drahomíra
- Papež – Jan X.
- Anglické království – Eduard I. Starší – Ethelstan
  - Mercie – Eduard I. Starší
- Skotské království – Konstantin II. Skotský
- Východofranská říše – Jindřich I. Ptáčník
- Západofranská říše – Rudolf Burgundský
- Uherské království – Zoltán
- První bulharská říše – Symeon I.
- Byzanc – Konstantin VII. Porfyrogennetos